# Heliconius hydarina
Heliconius hydarina är en fjärilsart som beskrevs av Hans Ferdinand Emil Julius Stichel 1912. Heliconius hydarina ingår i släktet Heliconius och familjen praktfjärilar. Inga underarter finns listade i Catalogue of Life.